# 阿佐ヶ谷姉妹
阿佐ヶ谷姉妹（あさがやしまい）は、渡辺江里子（姉役）と木村美穂（妹役）からなる日本のお笑いコンビ。「阿佐ヶ谷姉妹」を名乗るが、血縁関係はない。ASH&Dコーポレーション所属。

## メンバー
渡辺江里子（わたなべ えりこ、1972年7月15日（53歳） - ）
- 役割は姉でツッコミ担当（コントによってはボケ）。立ち位置は右。栃木県宇都宮市出身（東京都生まれ）、血液型はA型。明治大学文学部卒業。中学校、高等学校の国語科の教員免許を所持。趣味は演芸鑑賞、トランペット演奏。石橋貴明から「マラソンランナーの土佐礼子に似ている」と言われたことがある。2012年ごろから「歌うま芸人」としてバラエティ番組へたびたび出演。林家ペー・林家パー子夫妻と遠縁である明かしたが、林家ペーは縁戚の事実は全然知らないと答えている。好きな男性のタイプは伊東四朗。豆苗を愛でる習慣がある。
- 2022年10月、「とちぎ未来大使」に任命される。

木村美穂（きむら みほ、1973年11月15日（51歳） - ）
- 役割は妹でボケ担当（コントによってはツッコミ）。立ち位置は左。神奈川県相模原市出身、血液型はA型。洗足学園短期大学（現：洗足こども短期大学）音楽科卒業。髙島屋での勤務経験あり。趣味は仏像鑑賞、ピアノ演奏。好きな男性のタイプは中嶋悟。コンビでレギュラー出演した『マスカットナイト』では驚異のポンコツぶりを発揮し、相方の江里子のみならず共演者からもたびたびいじられた。寝ながら歯磨きをする。

## 略歴
1994年、東京乾電池研究所にて知り合う。同研究所における1年間の養成期間終了後、ともに卒業公演選考に残れず、江里子はコールセンター、美穂は事務職でしばらく会社員生活を過ごす。2007年、東京都杉並区阿佐谷にある鰻屋に2人で訪れた際、姉妹のように似ていることから店主が「阿佐ヶ谷姉妹」と命名。江里子がブログへ「阿佐ヶ谷姉妹にご要望ありましたら」と投稿したところお笑いライブからのオファーが舞い込み、同年10月22日にコンビとしてデビューした。当初は梅津ノリジの事務所「オフィスプラム」に所属した。その後、フリーを経て2012年4月22日よりASH&Dコーポレーション所属。
2008年、『とんねるずのみなさんのおかげでした』のコーナー「博士と助手〜細かすぎて伝わらないモノマネ選手権〜」の第13回にて由紀さおり・安田祥子姉妹のモノマネを演じ準優勝、第14回、第15回はファイナリスト。第22回では、得意の歌ネタを封印し、風貌を生かしたスーパーマーケットでの主婦万引きの現場、喫茶店での霊感商法、区役所から派遣された民生委員、駅前での宗教勧誘といった市井の人々を取り上げたネタで優勝。ちなみに由紀・安田姉妹ネタのみ、通常と逆の立ち位置となる。
2018年開催の第2回『女芸人No.1決定戦 THE W』では、歌ネタをほぼ封印したコントで勝負し、決勝に進出する。1stステージは入院のお見舞いネタで紅しょうがに勝利。最終決戦では誘拐を題材にしたネタで、2位の横澤夏子らに大差をつけて優勝した。2019年開催の第3回でも決勝に進出するが、1stステージではなしょーに僅差で敗れ、連覇はならなかった。
2019年11月13日、日本テレビ公式YouTubeチャンネルにて『阿佐ヶ谷姉妹のモーニングルーティン』動画を投稿。SNSで若者を中心に拡散され、投稿からわずか5日ほどで再生回数120万回を超える大ヒットとなった。2019年12月27日には400万回再生を超えたが、現在は非公開となっている。

## 芸風
漫才・コントどちらも披露する。漫才における衣装はともにピンク色のドレスを着用。老け顔にくわえ遅咲きの芸人デビューであることから、中年女性の自虐を盛り込んだしゃべくり漫才がメイン。高い歌唱力を生かした歌ネタを得意とし、フランシス・レイ「男と女」の替え歌をハモりながら歌うブリッジを用いる。江里子が美穂のスカーフを締め上げるツッコミをみせることがある。つかみの挨拶ではBUMP OF CHICKENの『天体観測』の歌詞に合わせて互いに望遠鏡で覗いて驚くのが定番である。

## 賞レースでの戦績

### キングオブコント
| 年度   | 結果         | 会場               | 日時           |
| ------ | ------------ | ------------------ | -------------- |
| 2009年 | 2回戦進出    | TEPCOホール        | 2009/08/06     |
| 2011年 | 準決勝進出   | 赤坂BLITZ          | 2011/08/25     |
| 2012年 | 準々決勝敗退 | 明治安田生命ホール | 2012/08/16     |
| 2013年 | 1回戦敗退    | シアターブラッツ   | 2013/08/03     |
| 2014年 | 2回戦進出    | 原宿クエストホール | 2014/08/29     |
| 2015年 | 2回戦進出    | 明治安田生命ホール | 2015/08/20     |
| 2016年 | 準決勝進出   | 赤坂BLITZ          | 2016/09/08     |
| 2017年 | 準々決勝進出 | きゅりあんホール   | 2017/08/15     |
| 2018年 | 準決勝進出   | マイナビBLITZ赤坂  | 2018/09/06・07 |

### M-1グランプリ
| 年度   | 成績         | 会場                       | 日時           |
| ------ | ------------ | -------------------------- | -------------- |
| 2008年 | 3回戦進出    | ルミネtheよしもと          | 2008年11月15日 |
| 2009年 | 2回戦進出    | ラフォーレミュージアム原宿 | 2009年11月7日  |
| 2015年 | 3回戦進出    | ルミネtheよしもと          | 2015年10月23日 |
| 2021年 | 準々決勝進出 | ルミネtheよしもと          | 2021年11月17日 |
| 2022年 | 準々決勝進出 | ルミネtheよしもと          | 2022年11月13日 |

### THE W
| 年度   | 成績                             | 会場              | 日時       |
| ------ | -------------------------------- | ----------------- | ---------- |
| 2017年 | 準決勝進出                       | ルミネtheよしもと | 2017/11/22 |
| 2018年 | 優勝                             | 日本テレビ        | 2018/12/10 |
| 2019年 | 決勝進出（Bブロック第2試合敗退） | 日本テレビ        | 2019/12/09 |

- 『歌ネタ王決定戦2013』 決勝進出
- 『THE MANZAI 2014』 認定漫才師

## エピソード
- 血縁関係のない二人だが、2011年ごろから東京都杉並区阿佐谷にて同居していた。2017年末に同居生活は解消するも、同じアパートの隣り同士に住んでいる[16]。
- 2017年8月19日放送の『タモリ倶楽部』にて、東京都阿佐ケ谷駅前にある江里子が推す食品館イトーヨーカドーと、美穂が推す西友との「ごひいき対戦」が行われた[17]。
- 大竹まことの息子がマネージャーを務めている[18]。
- 俳優の岡部たかしは劇団東京乾電池の運営する研究所時代より渡辺・木村の共通の友人。2024年8月放送の『ボクらの時代』にて3人の共演が実現した[19]。

## 出演

### テレビ

#### 現在の出演番組
- スイッチ!（東海テレビ） - レポーター
- まるごと（2021年1月8日、静岡第一テレビ） - 金曜レギュラー
- Eテレ2355（2021年9月28日 - 、NHK Eテレ） - 火曜コーナー「ヨルガヤ姉妹の今夜も眠れません」（声の出演）

#### 過去の出演番組
- ノンストップ!（2013年2月 - 、フジテレビ） - はじめてエージェントコーナーレポーター
- ライオンのごきげんよう（2013年5月9日・10日・13日、フジテレビ）※2013年10月より水曜オープニングコーナーレギュラー[20]
- マスカットナイト（2015年10月7日 - 2017年3月30日 、テレビ東京） - サブMC
- シャキーン!（2016年5月30日 - 、NHK Eテレ）
- 東京クラッソ!NEO（2016年10月 - 、TOKYO MX）
- マスカットナイト・フィーバー!!!（2017年4月5日 - 2017年9月27日 、テレビ東京） - サブMC
- 有吉の壁（2017年6月24日・2020年10月21日・2021年1月20日 - 、日本テレビ） - 不定期出演
- 恵比寿マスカッツ横丁!（2017年10月4日 - 2017年12月27日、 テレビ東京） - サブMC
- 恵比寿マスカッツのすぽスポSPORTS（2018年5月9日 - 、BSスカパー!） - MC
- 突然ですが占ってもいいですか？（2020年11月11日、フジテレビ）[21]
- オールスター後夜祭（2021年3月28日[22]・10月10日、TBSテレビ）
- 阿佐ヶ谷アパートメント（NHK総合、第3期：NHK Eテレ）
  - パイロット版（2021年6月30日・11月3日）
  - レギュラー放送（第1期：2022年4月4日 - 6月20日、第2期：2023年4月3日 - 9月11日、第3期：2024年9月14日 - 2025年3月22日）
- そろそろにちようチャップリン（2021年12月4日、テレビ東京）
- みんなDEどーもくん!（2021年12月5日、NHK Eテレ）
- ヒルナンデス!（2020年4月1日 - 2023年3月29日、日本テレビ） - 水曜レギュラー[23]
- 阿佐ヶ谷ワイド!!（2022年4月8日 - 2023年3月31日、テレビ朝日）
- 高見沢俊彦の美味しい音楽 美しいメシ スピンオフ姉妹番組「高見沢俊彦の美味しい神社 美しいメシ」（2025年5月9日・16日、BS朝日） - ナレーション[24]

特別番組
- 阿佐ヶ谷姉妹のおばさんだってできるわよ（2019年11月26日、日本テレビ） - 『THE W 2018』優勝の副賞として制作された冠番組
- やぶからディッシュ〜いま一番食べたい一皿食べに行きませんか？〜（2022年4月8日・7月3日・2023年1月14日、テレビ朝日） - MC
- 旅する水曜日『阿佐ヶ谷姉妹いいわね商店街』（2022年4月6日・13日、BS日テレ）[25]
- 阿佐ヶ谷バイヤー姉妹（2022年10月14日、テレビ朝日）[26]
- 阿佐ヶ谷姉妹＆カズレーザーのそれなら、安心だわ〜（2023年10月1日、テレビ朝日）- MC
- 阿佐ヶ谷姉妹おしゃべりトウループ（2025年4月6日、テレビ朝日）- MC

### ラジオ
- ザ・ステージ 月刊fukuMIMI（2009年4月27日 - 、文化放送）
- 寺島尚正 ラジオパンチ!（2009年3月27日 - 、文化放送） - 聞き耳パンチコーナーレポーター
- RADICAL LEAGUE X-GUNラジオ・どすこい!!（2008年12月24日 - 、FM-FUJI）
- 世の中面白研究所（2015年2月9日、NHKラジオ第1）
- キャンパス寄席（2015年2月28日、NHKラジオ第1）
- すっぴん!（2015年4月21日 - 、NHKラジオ第1） - 「すっぴん!歌声喫茶」のコーナーで月1レギュラー出演
- マイナビ Laughter Night（TBSラジオ） - 2016年4月23日[27]
- ドッキリ!ハッキリ!三代澤康司です（2016年9月26日、ABCラジオ）
- らじるラボ（2020年3月30日 - 、NHKラジオ第1） - 「阿佐ヶ谷姉妹のお困りでしたら」
- 大竹まこと ゴールデンラジオ!（2020年3月30日 - 、文化放送） - 月曜日パートナー[注 1]
- 吉住のオールナイトニッポン0（2021年1月4日、ニッポン放送） - ゲスト
- 阿佐ヶ谷姉妹 クラブ ピンクメガネ（2022年1月3日・5月3日・8月16日・2023年1月1日・5月7日・8月17日、NHKラジオ第1）[28]

### テレビドラマ
- 救急病棟24時 第5シリーズ 第1話（2013年7月9日、フジテレビ） - 工藤奈美 役 ※江里子
- ほっとけない魔女たち 第26話、第27話（2014年10月6日・7日、東海テレビ）
- ナースのお仕事 再会編（2014年11月1日、フジテレビ） - 大部屋の入院患者 役（江里子：大腸疾患、美穂：胃がんの設定）
- 名古屋行き最終列車 第3弾 第2夜（2015年2月3日、メ〜テレ） - 吉田珠代（江里子）・美奈代（美穂） 役
- 99.9-刑事専門弁護士- 第6話（2016年5月22日、TBSテレビ） - 小野美希の友人 役
- せいせいするほど、愛してる 第4話（2016年8月2日、TBS） - 山口 役　※江里子[29]
- 潜入捜査アイドル・刑事ダンス 第2話（2016年10月15日、テレビ東京） - 阿佐ヶ谷姉妹（本人） 役
- ボク、運命の人です。（2017年4月15日 - 6月17日、日本テレビ） - 鳩崎すみれ 役　※江里子
- 監獄のお姫さま（2017年10月17日 - 12月19日、TBS） - 劇中ドラマ『恋神』にて真里亞（江里子） / 由里亞（美穂） 役
- 科捜研の女season17 第16話（2018年3月8日、テレビ朝日） - 大河内貴代子 役 ※江里子
- 大恋愛〜僕を忘れる君と 第3話（2018年10月26日、TBS） - 井原のお見合い相手 役 ※美穂
- 神ちゅーんず 〜鳴らせ!DTM女子〜（2019年4月7日 - 6月9日、朝日放送テレビ） - 凛の母・十倉敦子 役（江里子。レギュラー出演） / 凛の叔母・陽子 役（美穂。第7話のみゲスト出演）
- 法医学教室の事件ファイル46（2019年6月23日、テレビ朝日「日曜プライム」） - 物真似姉妹 役
- もみ消して冬 2019夏〜夏でも寒くて死にそうです〜（2019年6月29日、日本テレビ） - 別府 役 ※江里子
- Iターン 第4話・11話（2019年8月2日・9月20日、テレビ東京） - ホルモン屋の女店主 役
- ポリス×戦士 ラブパトリーナ! 第20話（2020年12月6日、テレビ東京） - 白金のえる 役
- 孤独のグルメ Season 9 第8話（2021年8月28日、テレビ東京） - 女性客(1)・(2) 役
- 悪女（わる）〜働くのがカッコ悪いなんて誰が言った?〜 第2話（2022年4月20日、日本テレビ） - 三瓶花子 役 ※江里子
- 大奥「5代・徳川綱吉×右衛門佐 編」（2023年2月7日 - 3月14日、NHK総合） - お江（江里子） / お美（美穂） 役[30]
- 褒めるひと褒められるひと（2023年6月12日 - 8月3日、NHK総合） - カリスマ姉妹の桃子・桃恵 役[31]

### アニメ
- ルパン三世 プリズン・オブ・ザ・パスト（2019年11月29日、日本テレビ） − アナウンサー役[32]

### CM
- 日本コカ・コーラ「からだすこやか茶W」（2017年） - 横山剣と共演[33]
- Rudel「ドラゴンエッグ」（2020年）
- 花王「クイックル」（2020年 - ） - 指原莉乃と共演[34]
- サントリー食品インターナショナル
  - BOSS「クラフトボス」（2022年）[35]
  - サントリー烏龍茶（2023年 - ）[36][37]
  - サントリー 飲料統合 みんなでマリオ（2024年 - ）
- JR東日本「チケットレス商品」（2023年 - ）[38][39][40]

### ミュージック・ビデオ
- ウカスカジー「Celebration」（2016年6月30日公開、トイズファクトリー）
- ハンバート ハンバート「どこにいてもおなじさ」（2021年9月1日公開）

### 映画
- 内村さまぁ〜ず THE MOVIE エンジェル（2015年9月11日、東宝） ※ 江里子のみ
- 劇場版オトッペ パパ・ドント・クライ（2021年10月15日、イオンエンターテインメント） - スイスイ・エリコ（江里子） / スイスイ・ミホ（美穂） 役

### WEB
- おぎやはぎの「ブス」テレビ（AbemaTV）
- 邪道だらけの夜の大運動会2018（AbemaTV AbemaSPECIAL2、2018年4月30日[41] - 5月1日） - デモンストレーター、アシスタント

## ライブ
- 阿佐ヶ谷姉妹と変ホ長調の大器晩成ライブ（2010年9月11日 東京・劇場バイタス） - 変ホ長調との合同ライブ。
- 阿佐ヶ谷姉妹と変ホ長調の大器晩成ライブ2〜腹の立つことは明日言え〜（2011年8月28日 東京・劇場バイタス、2011年9月25日 大阪・ワッハ上方 上方亭）
- 阿佐ヶ谷姉妹と変ホ長調の大器晩成ライブ3〜私たち、発酵しすぎたかしら?〜（2013年7月20日 東京・新宿バイタス）
- 阿佐ヶ谷姉妹ショーI「はじめてのディナー」（2013年12月1日 - 3日 東京・新宿ミノトール2）[42]
- 純と姉妹1（2015年9月5日 - 7日、アサヒ・アートスクエア） - タブレット純との合同ライブ。
- 阿佐ヶ谷姉妹単独ライブ1 産声〜うぶごえ〜（2016年10月25日 - 26日 東京・座・高円寺2、2016年10月31日 大阪・近鉄アート館）[43]
- 阿佐ヶ谷姉妹単独ライブ2 あなたと私（2017年8月26日 - 27日 東京・武蔵野公会堂、2017年9月2日 - 3日 大阪・近鉄アート館）[44]
- 阿佐ヶ谷姉妹のわいわいフェスタ〜今年もありがとう〜（2017年12月19日 - 20日 東京・浅草六区ゆめまち劇場）[45]
- 阿佐ヶ谷姉妹単独ライブ3 ドアーを開けて（2018年10月3日 - 4日 東京・東京キネマ倶楽部、2018年10月9日 愛知・ボトムライン、2018年10月11日 - 12日 大阪・味園ユニバース、2018年10月14日 兵庫・クラブ月世界）
- 阿佐ヶ谷姉妹単独ライブ4　オー!シスター（2019年7月23日 - 26日 東京・下北タウンホール、2019年7月29日 - 31日 大阪・大丸心斎橋劇場、2019年8月2日 - 3日 愛知・今池ガスホール）

## ディスコグラフィー

### 参加作品
- おしぼりをまるめたら（2015年9月30日）作詞・作曲・編曲：タブレット純
  - アルバム「夜の贈りもの 〜タブレット純 ムードコーラス・セレクション〜」（日本コロムビア）に収録[46]
  - BS日テレ『旅する水曜日』「阿佐ヶ谷姉妹のいいわね商店街」エンディングテーマ
- ベリーグッドマン「ありがとう〜旅立ちの声〜 feat. 阿佐ヶ谷姉妹 with 千葉県立幕張総合高校合唱団」（2016年3月9日）
  - シングル「ありがとう〜旅立ちの声〜」通常盤に収録[47]。
- Neighborhood Story（2022年1月26日）作詞・作曲：高城晶平（cero）編曲：王舟
  - NHK総合よるドラ『阿佐ヶ谷姉妹の のほほんふたり暮らし』オリジナルサウンドトラック収録
  - NHK総合よるドラ『阿佐ヶ谷姉妹の のほほんふたり暮らし』挿入歌（エンディングテーマ）[48]
- 物干し台の夜（未音源化）作詞・作曲・編曲：タブレット純
  - NHK総合『阿佐ヶ谷アパートメント』エンディングテーマ

## 書籍
- 阿佐ヶ谷姉妹の のほほんふたり暮らし（2018年7月12日発売、幻冬舎、ISBN 978-4-3440-3321-4）
  - 2021年11月から12月にNHK総合「よるドラ」枠でテレビドラマとして放送[49][50][51]。